# インターネット視聴率
インターネット視聴率（インターネットしちょうりつ）は、ネット視聴率とも言い、インターネットのウェブサイトに対する閲覧の状況を数値で表したもの。主として家庭内のパーソナルコンピュータからの接続が対象とされる。インターネット広告の効果を予測したり、判断したりするための指標のひとつとされる。
検査方法は、テレビジョンの視聴率同様、抽出検査による。

## 主な企業
- インターネット広告
- コムスコア
- ネットレイティングス
- ビデオリサーチ